# 唐纳德·布莱德曼

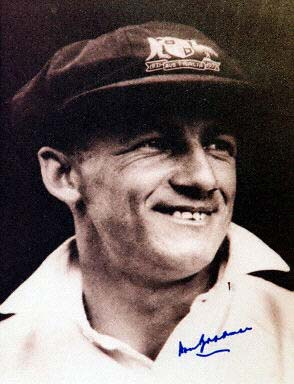
唐纳德·布莱德曼

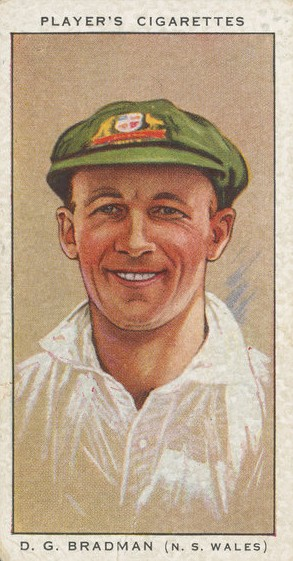
唐纳德·布莱德曼在板球卡上畫像

唐纳德·乔治·布莱德曼爵士，AC（英語：Sir Donald George Bradman，1908年8月27日—2001年2月25日），通常被称之为唐（The Don）。他是一位被世界公认为历史上最伟大的板球手。布莱德曼的生涯击球场均99.94（平均數值為30-40），这等数据被称之为在各大体育赛事中最伟大的成就。

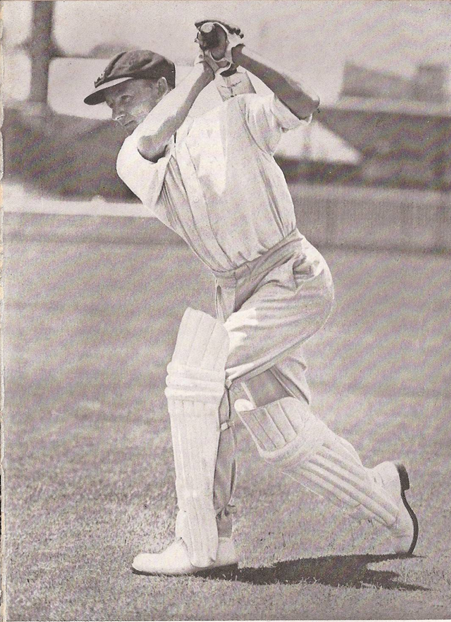
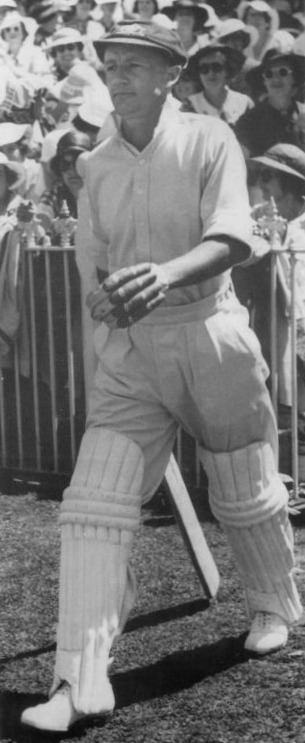
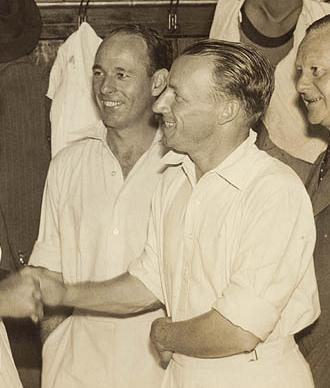
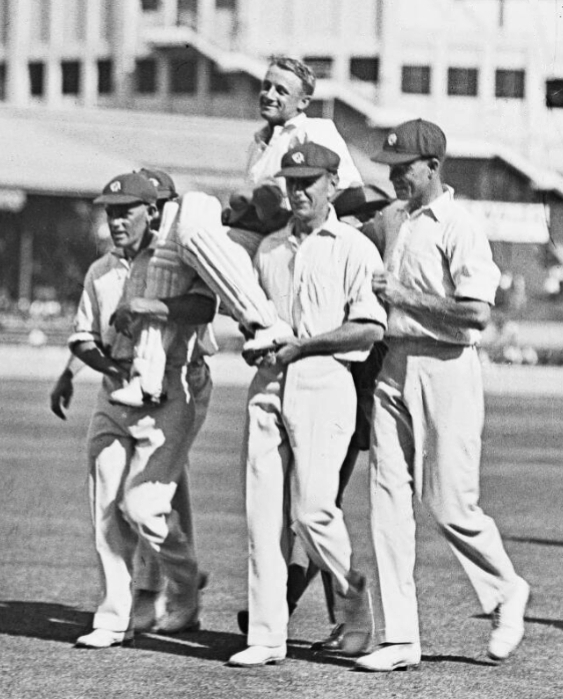
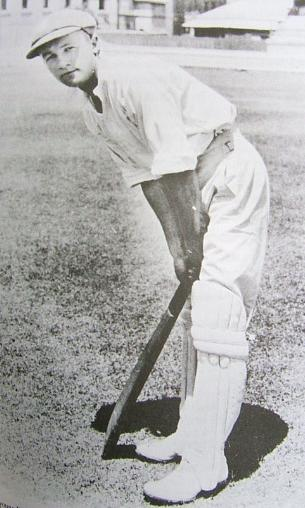
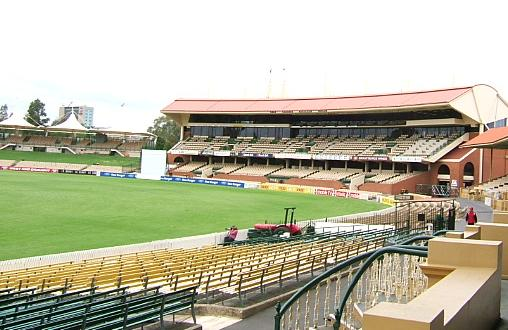
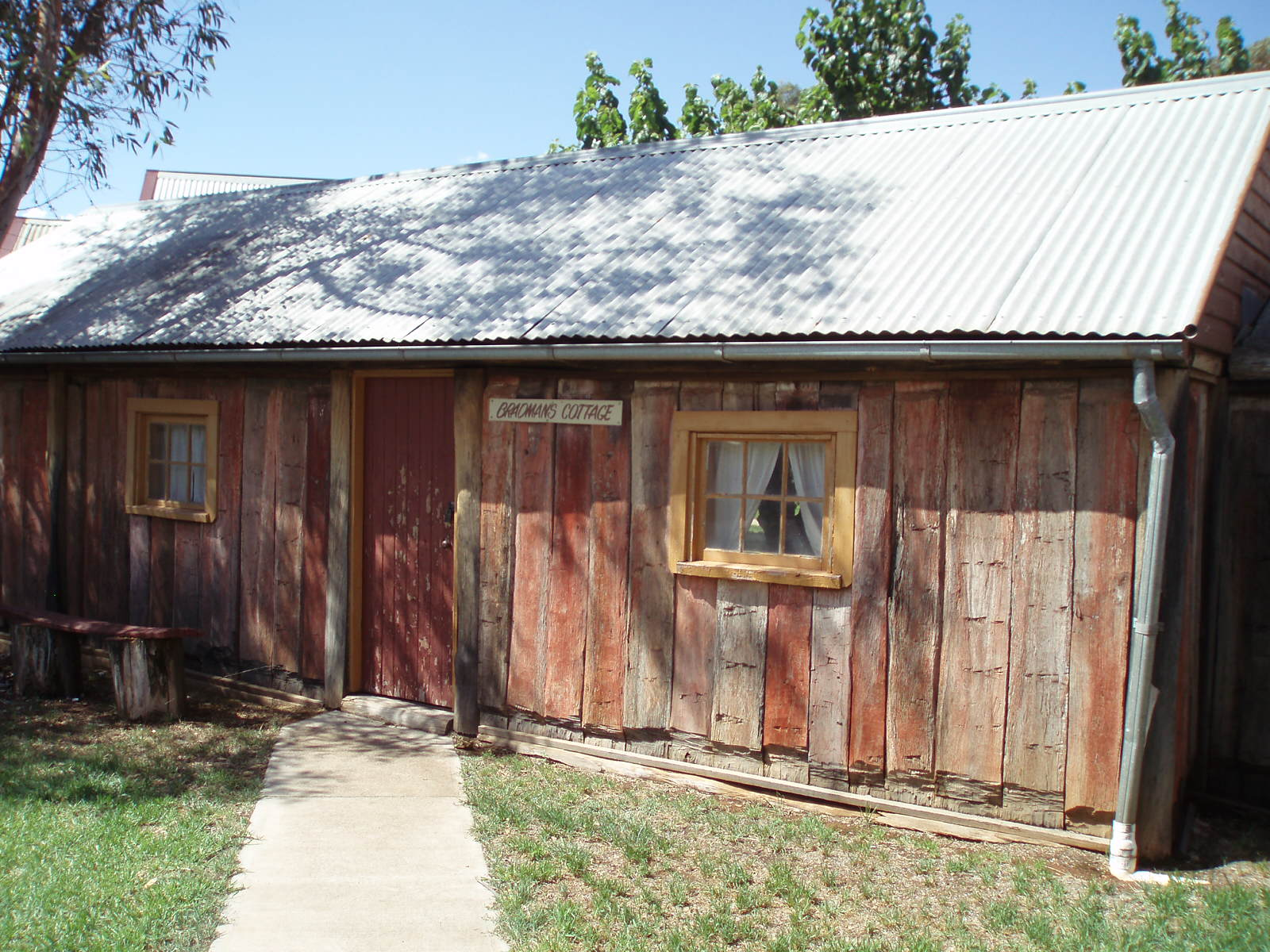
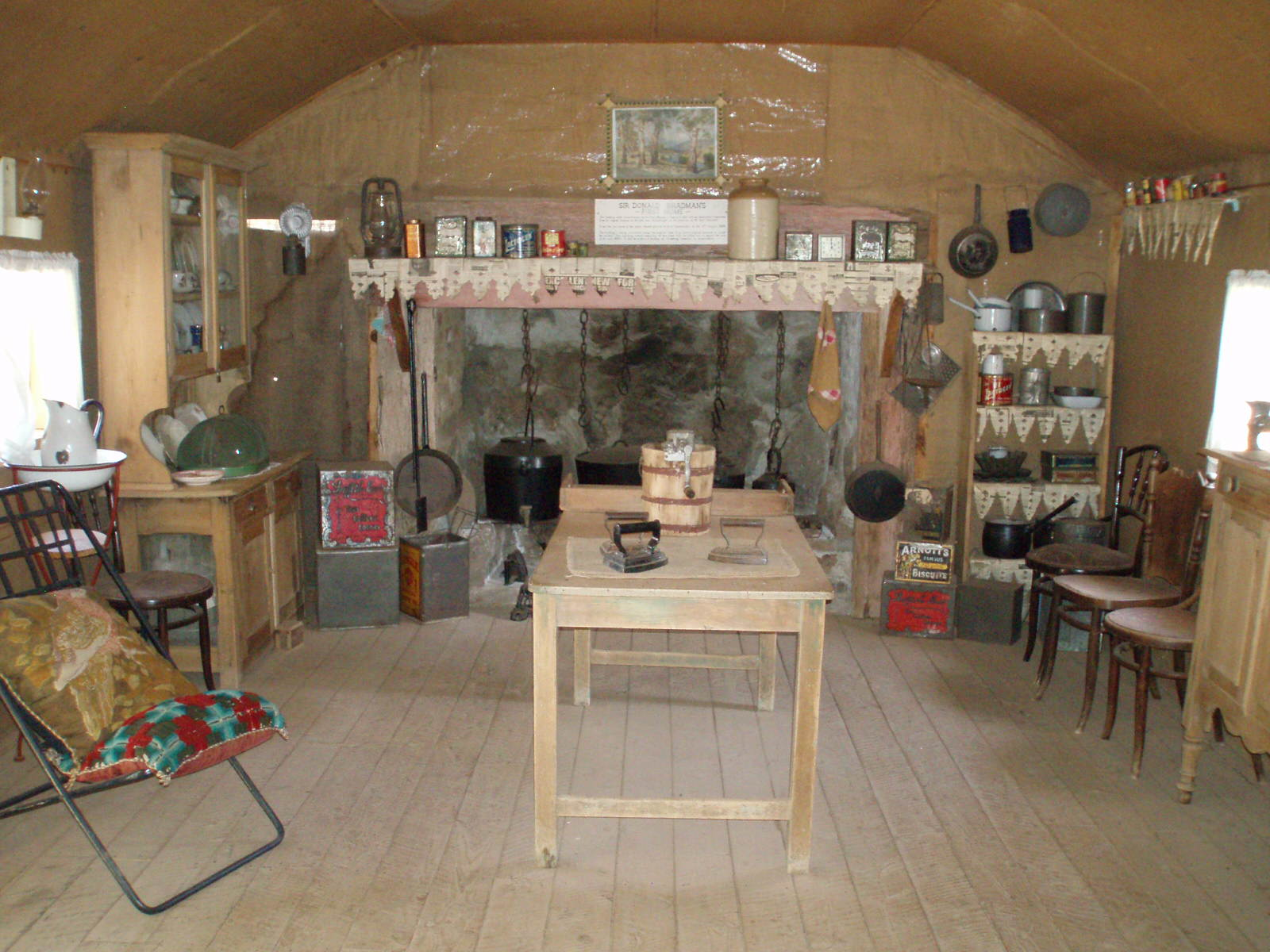
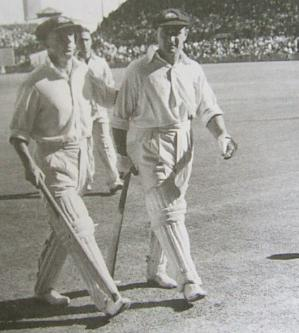
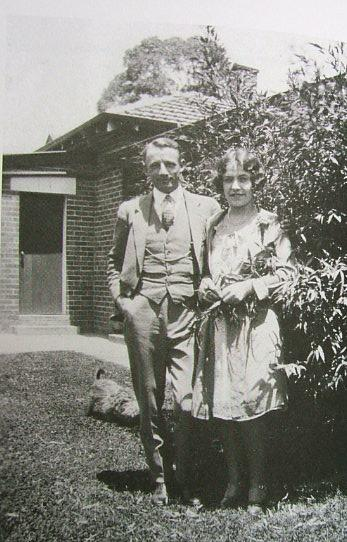
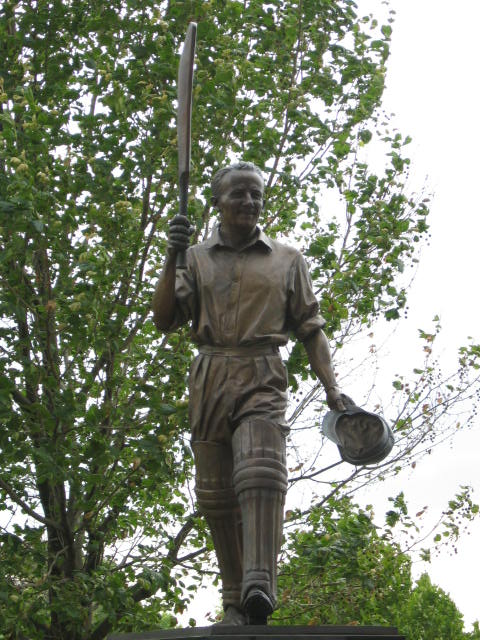
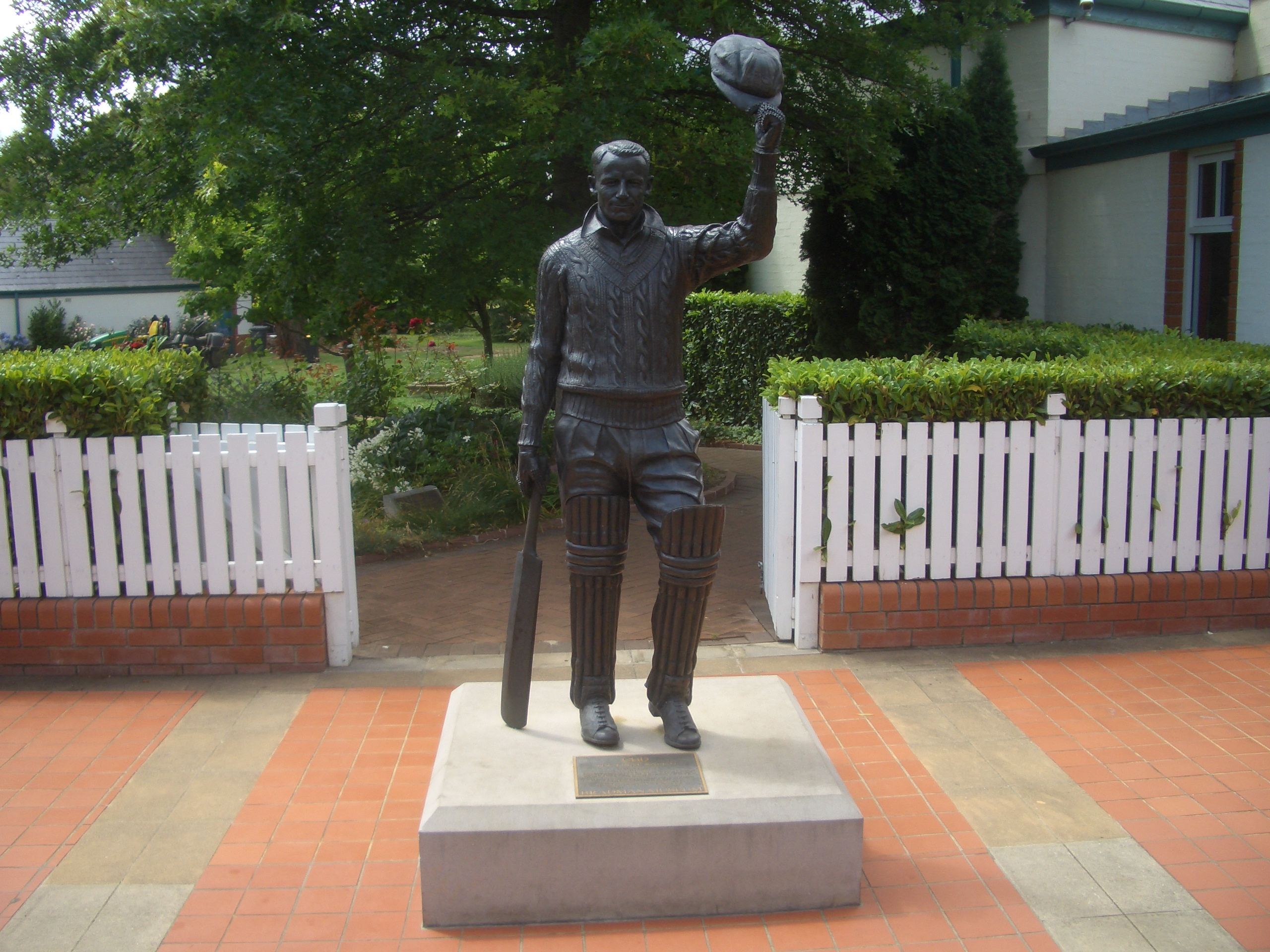
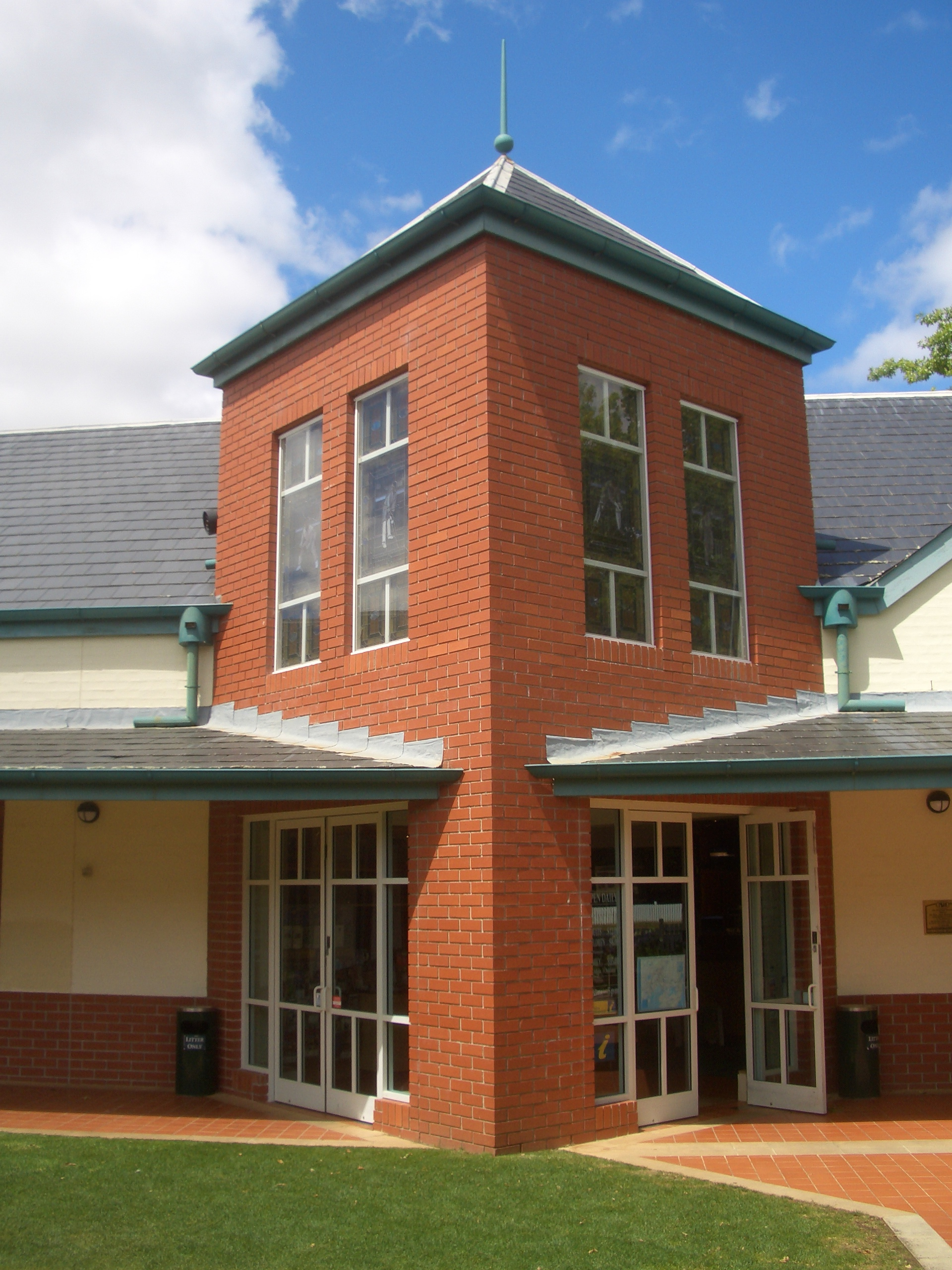
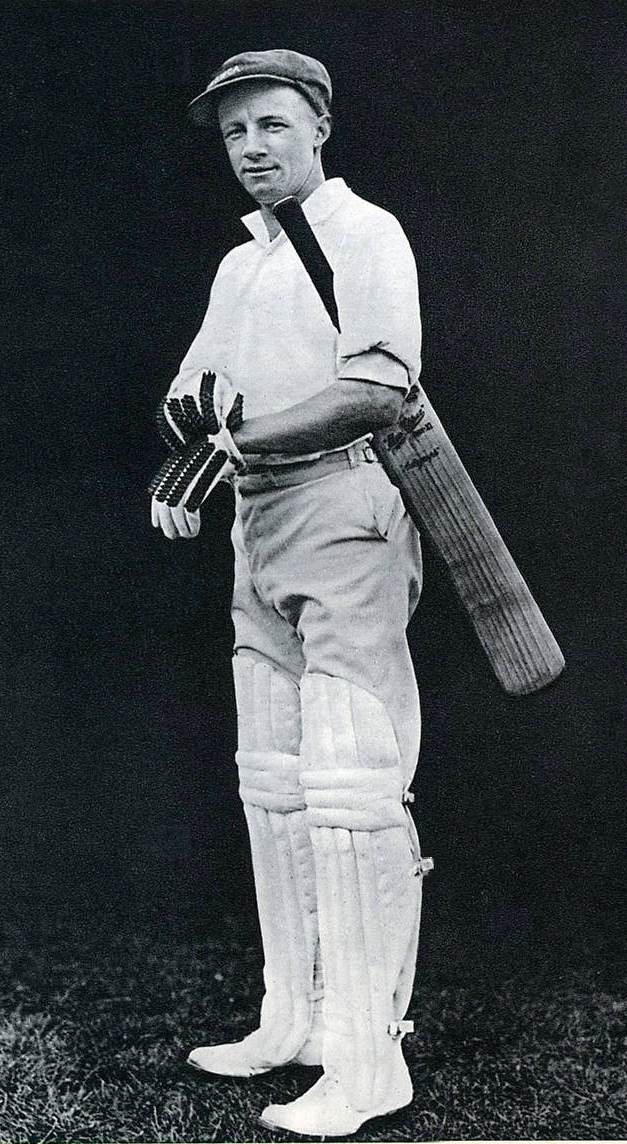
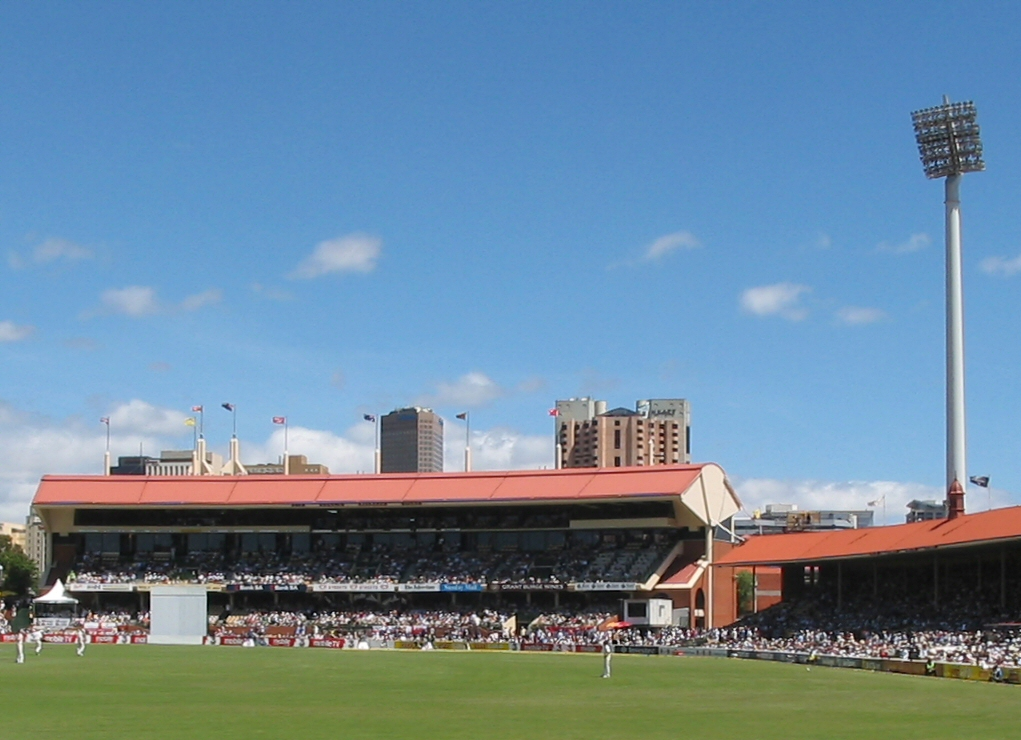
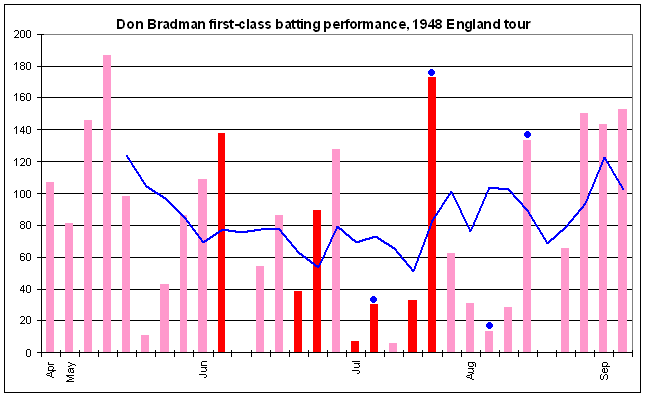
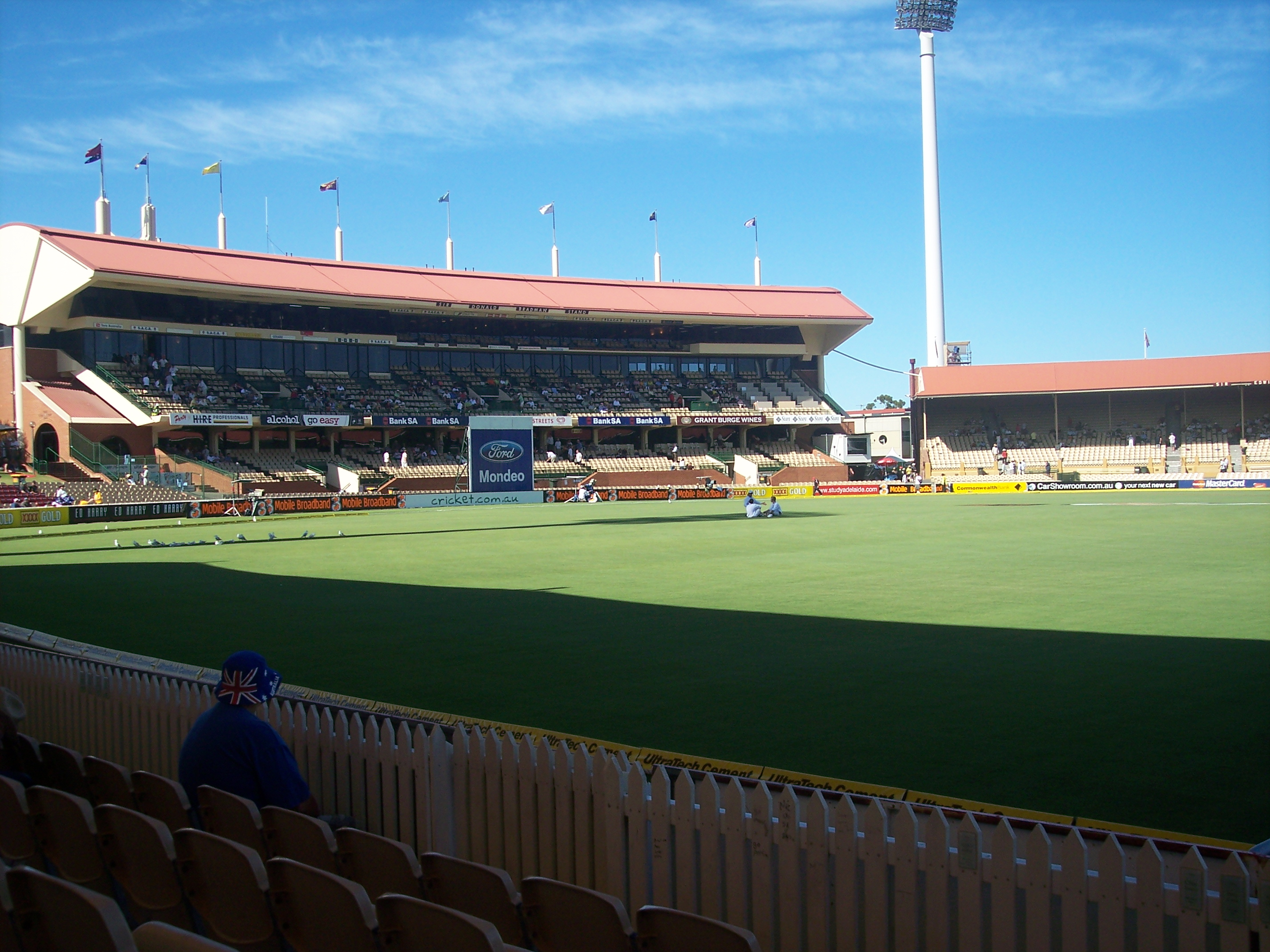
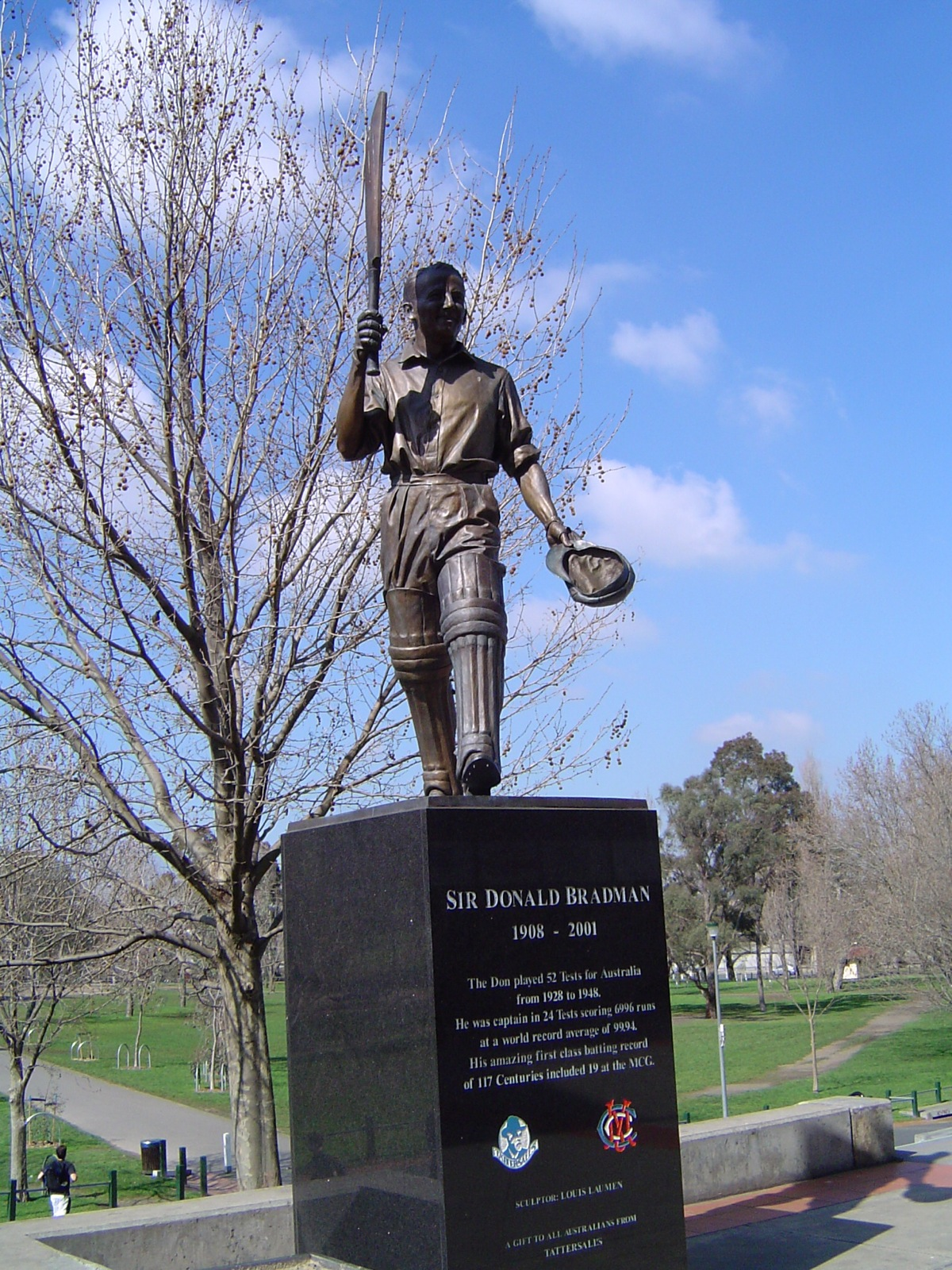
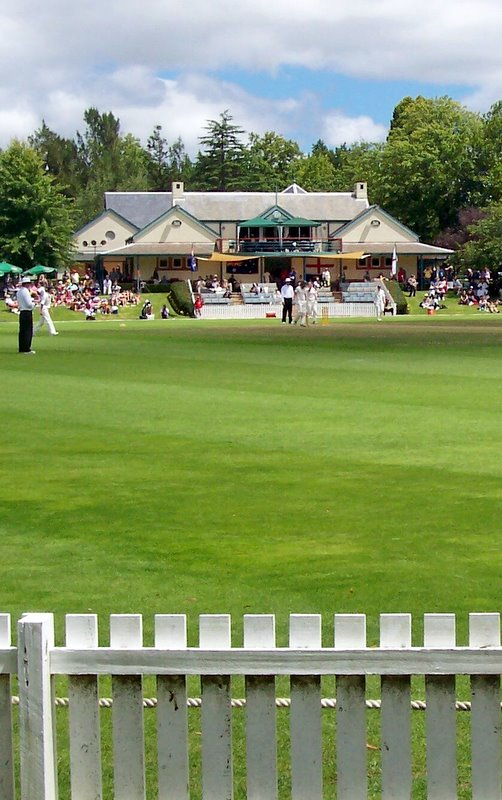
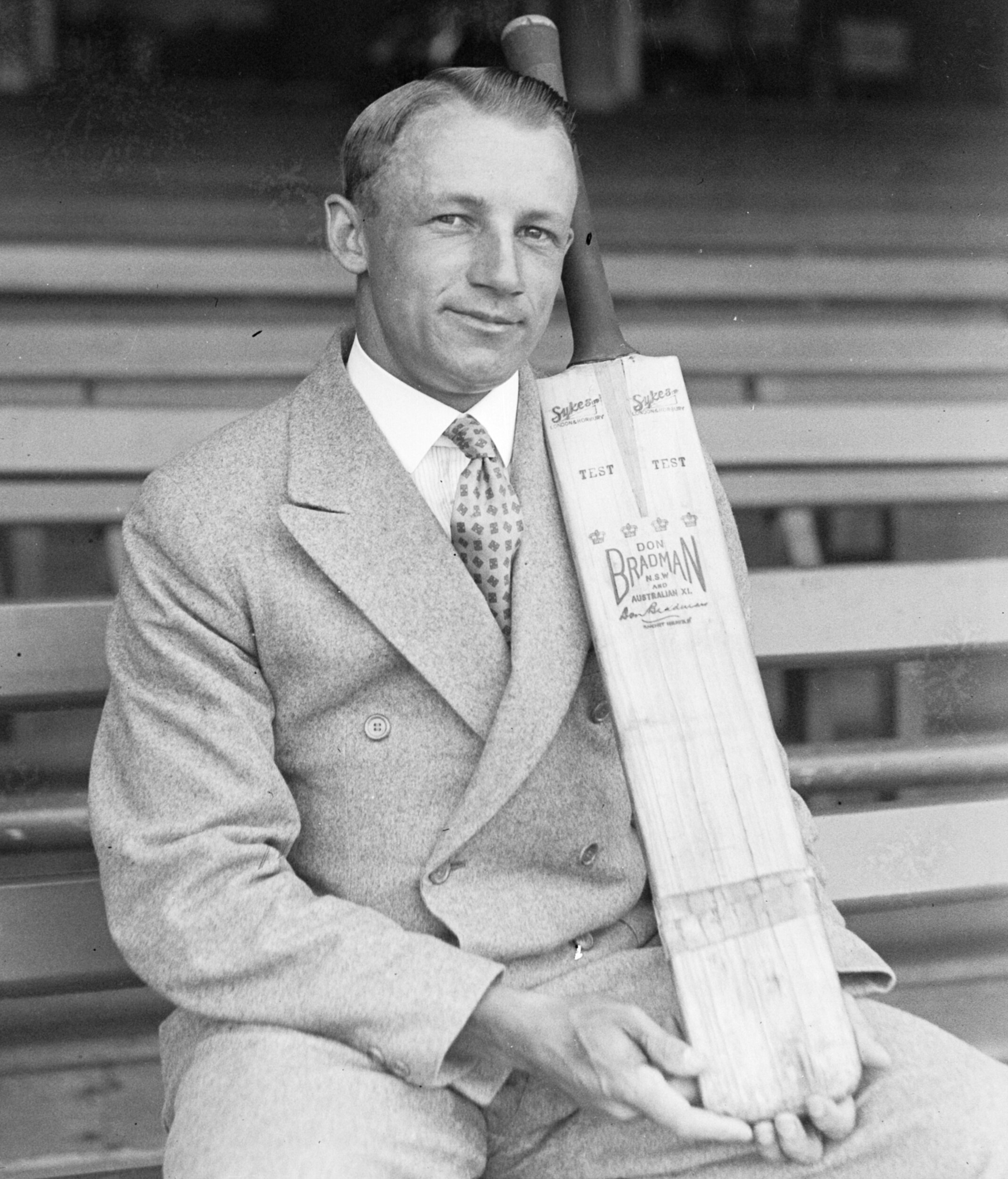
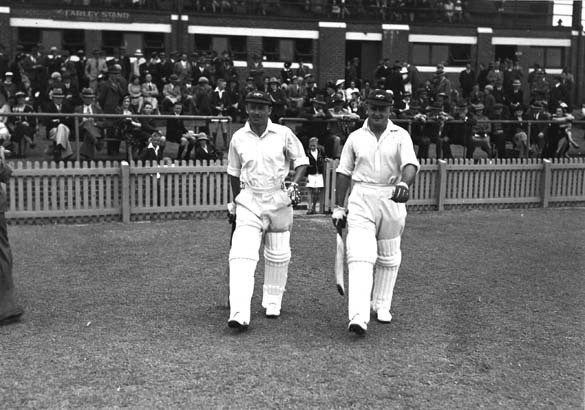
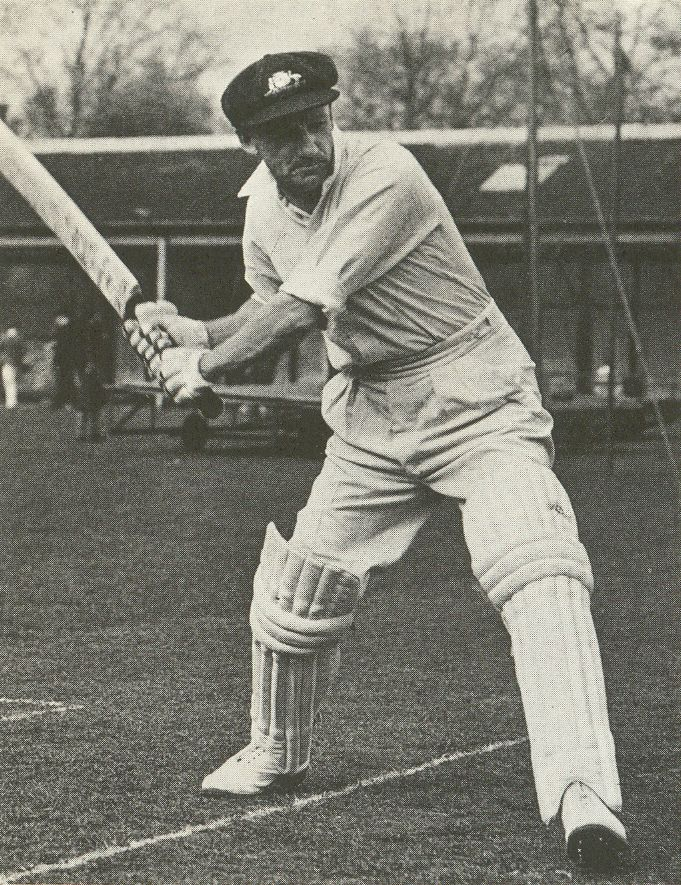
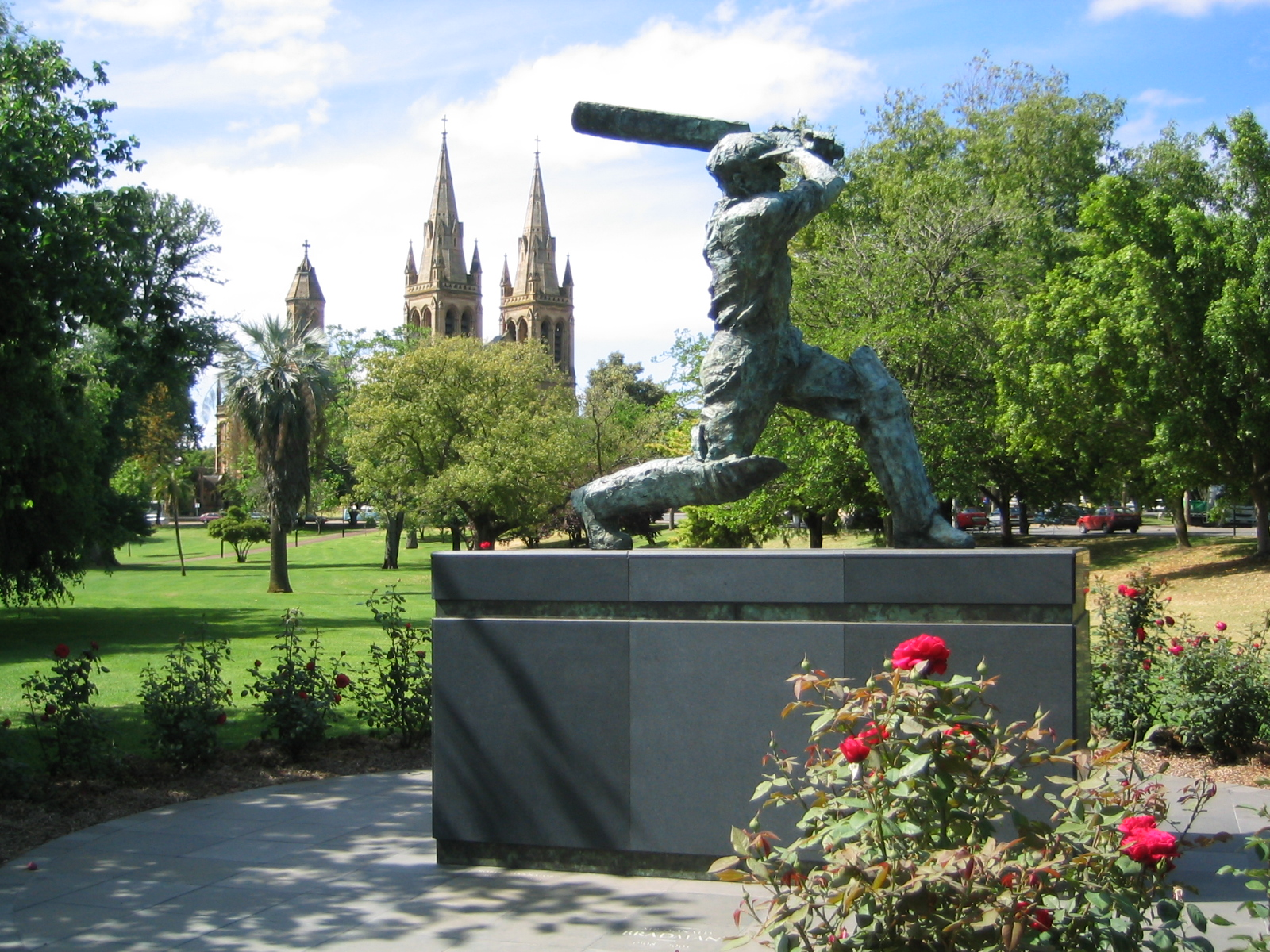
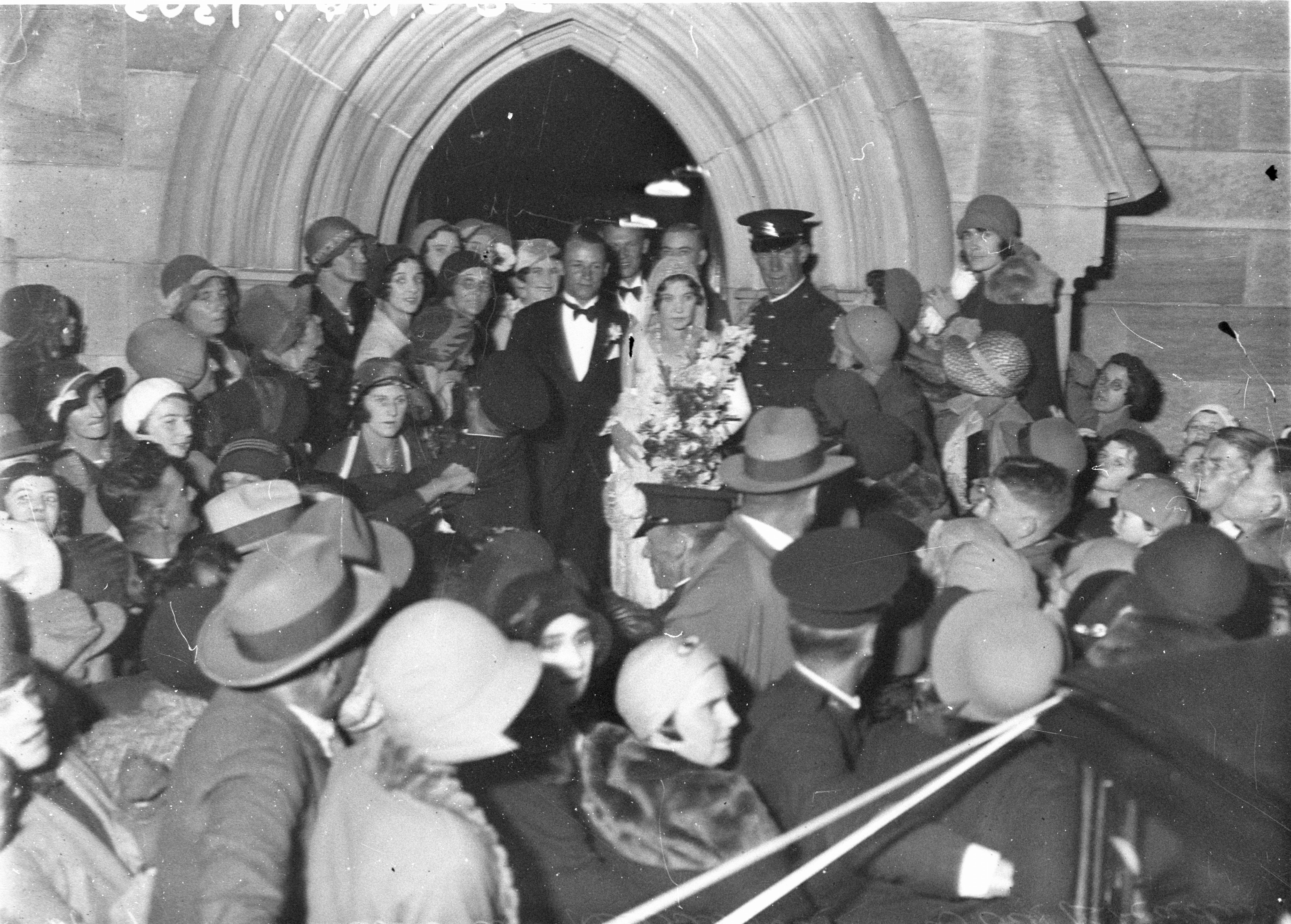
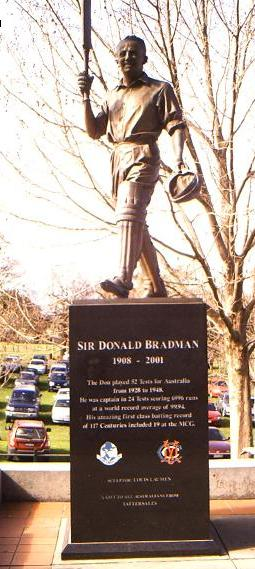
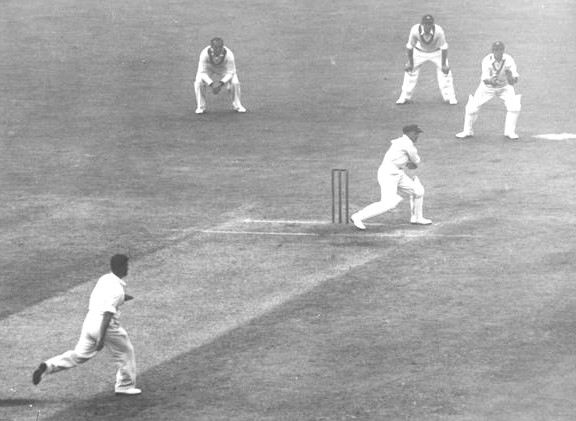
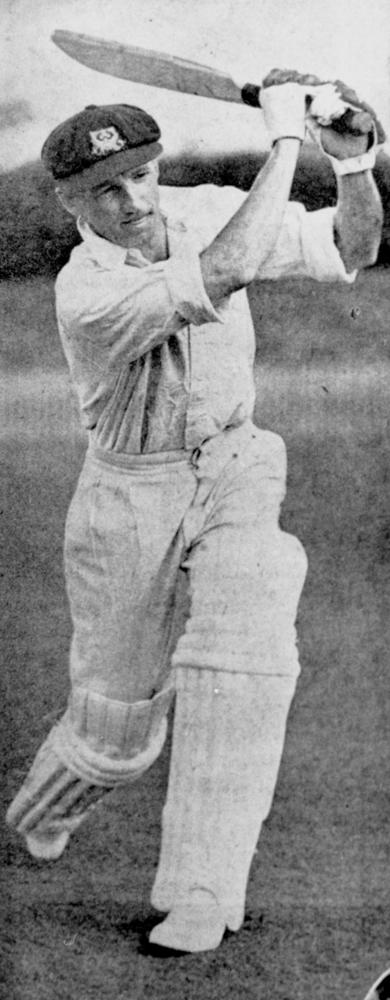
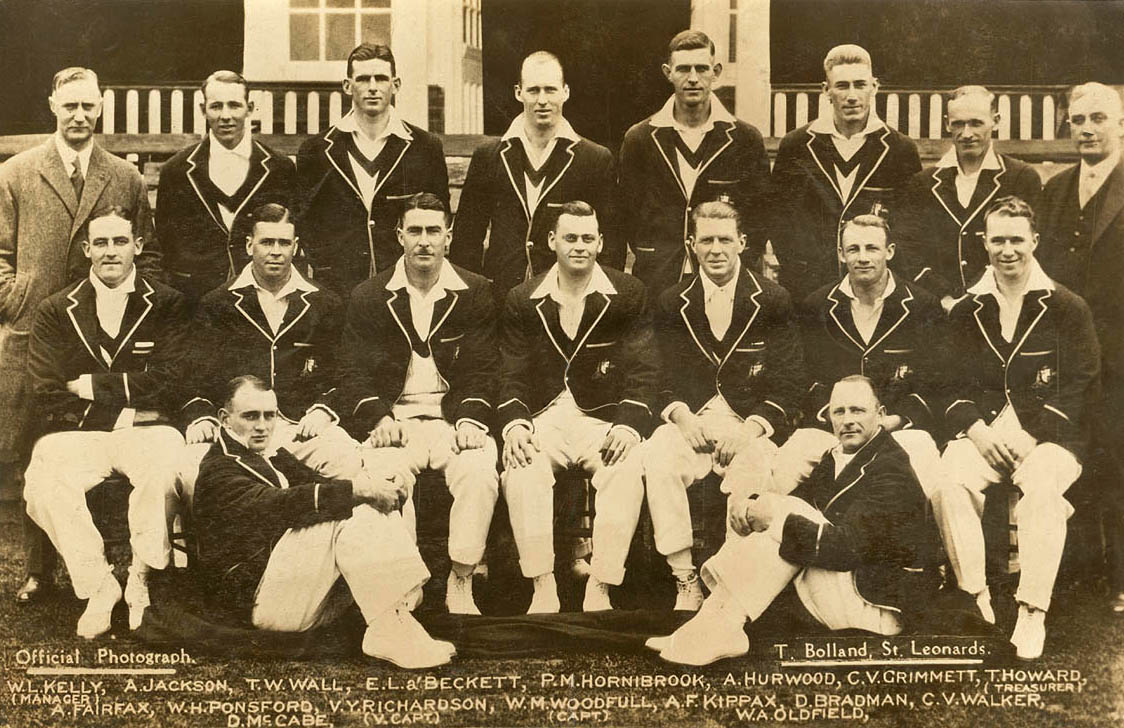

## 外部連結
- Bradman Museum and Bradman Oval（页面存档备份，存于）
- Bradman Digital Library—State Library of South Australia
- The Bradman Trail
- Don Bradman on Picture Australia
- Interview with Bradman 1930（页面存档备份，存于）